# ジハーン・テムル
ジハーン・テムル（ペルシア語：جهان تیمور Jahān Tīmūr、生没年不詳）は、イルハン朝の君主（ハン、在位：1338年 - 1340年）。イルハン朝の第5代君主ガイハトゥの孫。父はアラーフランク。シャー・ジハーン・ティムール、イッズ・ウッ・ディーンとも表記される。

## 生涯
1338年、イールカーニー派のタージュ・ウッディーン・ハサン・ブズルグ（大ハサン）はムハンマド・ハンが戦死したため、シャー・ジハーン・ティムール（ジハーン・テムル）をイールカーニー派のハンに即位させることを決め、ワズィールの職務をシャムスッディーン・ザカリーヤに与え、イラーク・アラビーの首都（バグダード）に赴いた。
その間、チョバン派のシャイフ・ハサン（小ハサン）はチョバン派の女性ハン・サティ・ベクを廃し、スライマーンをチョバン派のハンに即位させるとともにサティ・ベクを娶らせた。
1340年、大ハサンはバグダードからシャー・ジハーン・ティムール・ハンを奉じてジャガトゥ川まで進軍して、スライマーン・ハンを攻撃したが、イールカーニー派が敗北。バグダードに帰還した後、シャー・ジハーン・ティムール・ハンは廃され、大ハサンが自らハンに即位してジャライル朝が建国された。